# Densbüren
Densbüren es una comuna suiza del cantón de Argovia, ubicada en el distrito de Aarau. Limita al norte con las comunas de Herznach y Zeihen, al este con Thalheim, al sur con Küttigen, y al oeste con Oberhof y Wölflinswil.